# Совјетск (Тулска област)
Совјетск (рус. Советск) град је у Русији у Тулској области.

## Становништво
| 1959.  | 1970.  | 1979.  | 1989.  | 2002. | 2010. |
| ------ | ------ | ------ | ------ | ----- | ----- |
| 10.099 | 11.024 | 10.432 | 10.077 | 8.770 | 7.536 |